# فرودگاه تونوپا تست رنج
فرودگاه تونوپا تست رنج  (به انگلیسی: Tonopah Test Range Airport) (به زبان بومی: Part of Air Combat Command (ACC)) یک فرودگاه نظامی: پایگاه نیروی هوایی با کد یاتا XSD است که یک باند فرود بتن دارد و طول باند آن ۳۶۵۸ متر است. این فرودگاه در کشور ایالات متحده آمریکا قرار دارد و در ارتفاع ۱۶۹۱ متری از سطح دریا واقع شده است.

## نگارخانه

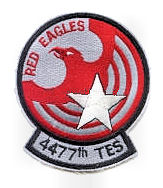
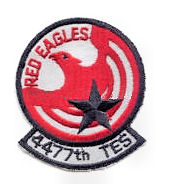
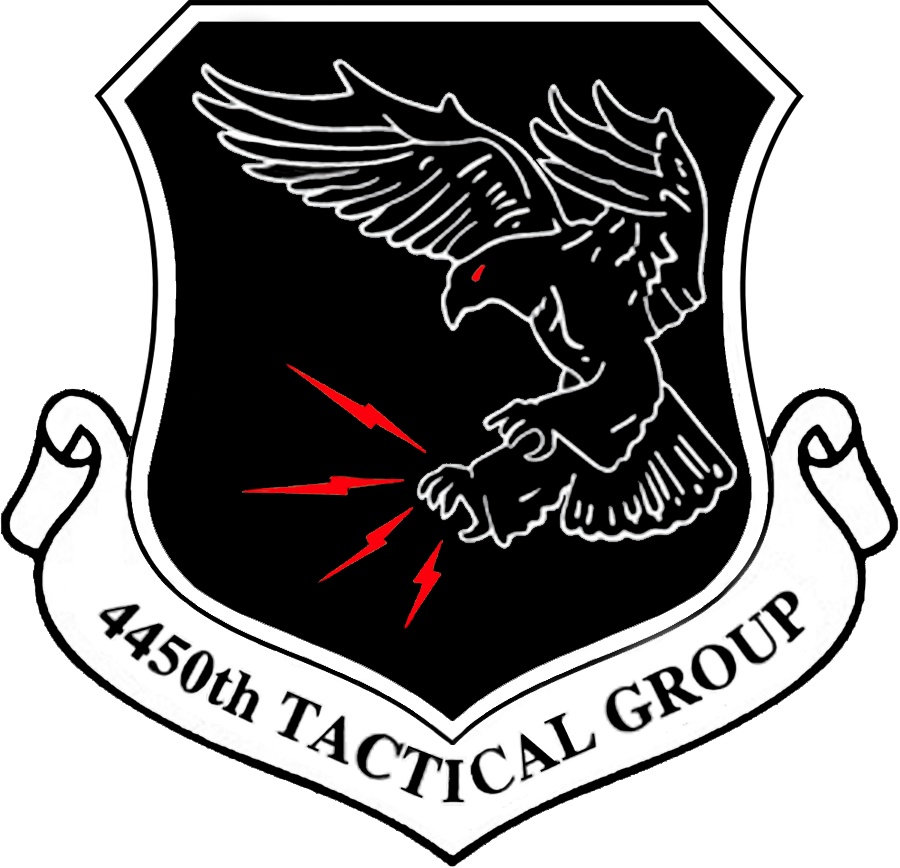
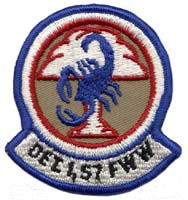
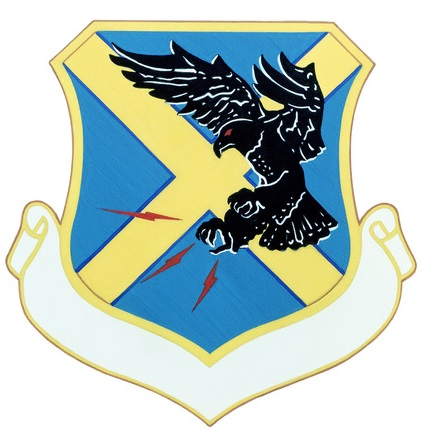
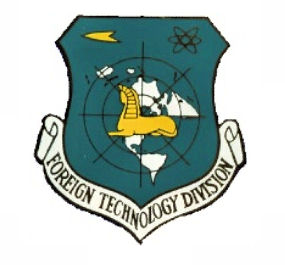
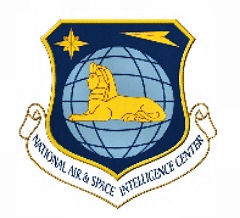